# Sis dies de Whyalla
Els Sis dies de Whyalla era una cursa de ciclisme en pista, de la modalitat de sis dies, que es corria a Whyalla (Austràlia). La seva primera edició data del 1966 i se'n va fer tres edicions fins al 1968.

## Palmarès
| Any  | Primers                        | Segons                       | Tercers                          |
| ---- | ------------------------------ | ---------------------------- | -------------------------------- |
| 1966 | Robert Ryan · Sidney Patterson | Jack Ciavola · Barry Waddell | Giuseppe Beghetto · Ian Stringer |
| 1967 | Jack Ciavola · Barry Waddell   | Bob Panter · Charly Walsh    | Bruce Clarke · Brian Reeves      |
| 1968 | Keith Oliver · Charly Walsh    | Vic Browne · Hilton Clarke   | Jack Ciavola · Ian Stringer      |